# Orphale Cruckestadion
Het Orphale Cruckestadion is een multifunctioneel stadion in Ronse, een plaats in België. 
In het stadion is plaats voor 5.021 toeschouwers. Het stadion werd geopend in 1922. Het stadion is vernoemd naar Orphale Crucke (1947), voorzitter van ASSA Ronse ten tijde van de fusie met RFC Renaisien. Na de fusie werd hij de eerste voorzitter van de nieuw opgerichte club KSK Ronse.
Het stadion wordt vooral gebruikt voor voetbalwedstrijden, de voetbalclub KSK Ronse maakte tot mei 2022 gebruik van dit stadion. Sinds augustus 2022 wordt het stadion gebruikt voor de jeugdopleiding en de eerste ploeg van KSK Vlaamse Ardennen. Ook Football Club Ronse gebruikt dit complex voor zijn thuiswedstrijden.
Het werd ook gebruikt voor het Europees kampioenschap voetbal mannen onder 17 van 2007. Er werden twee groepswedstrijden gespeeld.